# Tillandsia sprengeliana
Espèce
Classification phylogénétique
Tillandsia sprengeliana Klotzsch ex Mez est une plante de la famille des Bromeliaceae, originaire du Brésil.
L'épithète sprengeliana est une dédicace au botaniste C.P.J. Sprengel (1766-1833).
Espèce inscrite Cites appendix II.

## Protologue et Type nomenclatural
Tillandsia sprengeliana Klotzsch ex Mez, in Mart., Fl. Bras. 3(3): 596, n° 17 (1894)
Diagnose originale :
« TILLANDSIA SPRENGELIANA Kl. foliis dense rosulatis utriculum haud efformantibus, plerisque unilateraliter curvatis subunciformibus, perlonge acutis, lepidibus maximis densissime lepidotis; inflorescentia scapo brevi stipitata pauciflora, simplicissima quaquaverse spicata, folia superante; bracteis amplis sepala solemniter superantibus, late ovalibus, apice mucrone imposito rotundatis, glabris; sepalis aequaliter basi minute connatis, glabris; petalis lamina anguste ovali, subpatenti praeditis; staminibus quam petala brevioribus, antheris obtusis; stylo staminibus breviore. »
Type : décrit à partir d'un spécimen de l'herbier de Berlin (Holotypus B 10 0296322), spécimen sans indication de collecteur ni de lieu de collecte.

## Synonymie
- Tillandsia sprengeliana Klotzsch ex Baker (nom. nud.)[1],[2]
- Anoplophytum sprengelianum Beer (nom. nud.)[1],[2]
- Tillandsia purpurea sensu Spreng. non Ruiz & Pav[1],[2].
- Tillandsia brachyphylla Baker pro parte[1],[2]

## Écologie et habitat
- Typologie : plante vivace herbacée en rosette acaule monocarpique vivace par ses rejets latéraux ; saxicole[1], épiphyte[2].
- Habitat : ?
- Altitude : 0-300 m[2].

## Distribution
- Amérique du sud :
  -  Brésil
    - Rio de Janeiro[3]

## Comportement en culture
Tillandsia sprengeliana est de culture facile.
Culture sans substrat comme toutes les Tillandsia « aériennes ».